# Almennyttig organisation
Almennyttig organisation, er en organisation, som har til formål at arbejde for almenets nytte – i modsætning til kommerciel nytte (altså at skabe økonomisk overskud til en person eller gruppe af personer). Sagen kan fx understøtte social udvikling, miljøbeskyttelse, naturbeskyttelse, kunst, uddannelse, idræt eller en bæredygtig fremtid. Organisationen er ofte en forening eller en fond, som har sagen indskrevet i formålet eller fundats.
Organisationen kan finansieres af medlemsbidrag, private sponsorer og offentlige bevillinger og er involveret i en bred vifte af aktiviteter som kan have tilknytning til sagen. Mange af disse aktiviteter kan hver især virke kommercielle, men de gennemføres alle for at bidrage til sagen.
I Forbrugerombudsmandens vejledning om brug af miljømæssige og etiske påstande mv. i markedsføringen kaldes almennyttige organisationer for "NGO" (fra det engelske "non-governmental organisation") og beskrives på følgende måde, citat:
| Citat                                                  | Ved NGO’er forstås ikkestatslige, lovligt oprettede interesseorganisationer mv., som arbejder for en almennyttig sag og er økonomisk uafhængige af statslige og kommercielle interesser. Emnet kan fx være forbrugerbeskyttelse, miljøbeskyttelse, naturbeskyttelse, bæredygtig udvikling, etisk handel eller arbejdstagerbeskyttelse. Politiske partier, trossamfund og brancheorganisationer er ikke omfattet | Citat |
| Forbrugerombudsmanden - Miljø og etik i markedsføring. | |       |

Eksempler på almennyttige organisationer er: Folkekirkens Nødhjælp, Danmarks Naturfredningsforening, Verdensnaturfonden, Forbrugerrådet, med flere.
Der findes også eksempler på almennyttige virksomheder, f.eks. Dansk Retursystem.